# Stefan Ristovski
Stefan Ristovski (Skoplje, 12. veljače 1992.) sjevernomakedonski je nogometaš koji igra na poziciji desnog beka. Trenutačno igra za Sarajevo.

## Klupska karijera
Ristovski je svoju omladinsku karijeru proveo u Vardaru. Kao 17-godišnjak prešao je u Parmu te je potpisao petogodišnji ugovor s klubom u siječnju 2010. godine. Taj transfer postao je služben kada je postao 18-godišnjak.
Tijekom idućih pet godina za Parmu je odigrao samo 6 ligaških utakmici te je bio posuđen Crotoneu, Frosinoneu, Bariju te dvaput Latini.
Dana 5. srpnja 2015. godine prešao je u drugoligaški klub Spezia. Zbog kvote prisutne u talijanskom nogometu o broju igrača koji posjeduju državljanstvo neke države koje nije u Europskoj uniji, dva dana kasnije poslan je na posudbu u Rijeku koja je trajala do 30. lipnja 2017. godine.
Za Rijeku je debitirao 19. srpnja 2015. godine u utakmici 1. HNL protiv Slaven Belupa koja je završila 3:3. U kupu je debitirao 23. rujna iste godine u 10:0 pobjedi nad Bednjom iz Beletinca. S Rijekom je tijekom sezone 2016./17. osvojio 1. HNL, kup i Atlantski kup. U izdanjima Trofeja Nogometaša za 2016. i 2017. godinu uvršten je u momčad godine 1. HNL. Dana 4. srpnja 2017. godine, relazi u Rijeku za nepoznati iznos.
Dana 8. kolovoza 2017. godine poslan je na posudbu u Sporting CP do 30. lipnja 2018. godine za 1,1 milijuna eura. Za Sporting je debitirao u utakmici UEFA Lige prvaka 2016./17. u kojoj je Sporting dobio Olympiakos 3:2. U Taça da Ligi debitirao je 19. rujna u utakmici bez golova protiv Marítimoa. U Primeira Ligi debitirao je 5. studenog 2017. godine u neriješenoj utakmici protiv Brave koja je završila 2:2. U Taça de Portugalu debitirao je 12. listopada 2017. godine u 4:2 pobjedi protiv Oleirosa. U UEFA Europskoj ligi debitirao je u utakmici četvrtfinala protiv Astane koja je završila 3:3. Sa Sportingom je u sezoni 2016./17. osvojio Taça da Ligu, a iduće sezone i Taça da Ligu i Taça de Portugal.
Dana 2. veljače 2021. godine prešao je u zagrebački Dinamo za nepoznati iznos. Za Dinamo je debitirao 13. veljače u utakmici 1. HNL u kojoj je Dinamo pobijedio Osijek s minimalnih 1:0. Na toj je utakmici Ristovski dobio dva žuta kartona. Za Dinamo je u UEFA Europskoj ligi debitirao 18. veljače u utakmici osmina finala protiv Krasnodara koju je Dinamo dobio 3:2. U Hrvatskom nogometnom kupu debitirao je 28. travnja u polufinalnoj utakmici u kojoj je Dinamo dobio Goricu 4:1 u produžetcima. Svoj prvi gol za klub postigao je 15. prosinca kada je Istra 1961 poražena 0:2. Za Dinamo je u UEFA Ligi prvaka debitirao 6. rujna 2022. kada je Dinamo pobijedio Chelsea 1:0. Dana 7. svibnja 2023. odigrao je svoju 100. utakmicu za Dinamo i to utakmicu bez golova protiv Osijeka. U utakmici ligaške faze UEFA Lige prvaka 2024./25. odigrane 23. listopada 2024. protiv Red Bull Salzburga, Ristovski je asistirao za jedina dva pogotka na utakmici te je kasnije proglašen igračem utakmice i uvršten je u momčad kola UEFA Lige prvaka. Za Dinamo Zagreb ostvario je 206 nastupa, od čega je 185 službenih.
Sa Sarajevom je 10. srpnja 2025. potpisao dvogodišnji ugovor uz mogućnost produljenja na još jednu godinu. Debitirao je 24. srpnja u kvalifikacijskoj utakmici za UEFA Konferencijsku ligu u kojoj je Universitatea Craiova poražena 2:1. Postigao je pogodak u svom ligaškom debiju 3. kolovoza kada je Sarajevo remiziralo 4:4 s bijeljinskim Radnikom.

## Reprezentativna karijera
Ristovski je za nogometnu reprezentaciju svoje države debitirao 10. kolovoza 2011. godine u 1:0 pobjedi protiv Azerbajdžana. Svoj prvi gol za reprezentaciju zabio je u utakmici protiv Španjolske koju je Španjolska dobila 2:1. Bio je član momčadi Sjeverne Makedonije na Europskom prvenstvu 2020.

### Pogodci za reprezentaciju
| #  | Datum            | Mjesto                                          | Nastup | Protivnik  | Pogodak | Rezultat | Natjecanje                                |
| -- | ---------------- | ----------------------------------------------- | ------ | ---------- | ------- | -------- | ----------------------------------------- |
| 1. | 11. srpnja 2017. | Nacionalna arena Filip II., Skoplje, Makedonija | 33.    | Španjolska | 1:2     | 1:2      | Kvalifikacije za Svjetsko prvenstvo 2018. |
| 2. | 8. rujna 2020.   | Boris Pajčadze Dinamo Arena, Tbilisi, Gruzija   | 54.    | Gruzija    | 1:1     | 1:1      | UEFA Liga nacija 2020./21. – Liga C       |

## Priznanja

### Individualna
- Trofej Nogometaš – Najbolja momčad godine 1. HNL/HNL: 2015./16., 2016./17., 2021./22., 2022./23., 2023./24.
- Gol mjeseca HNL-a: kolovoz 2024.[23]

### Klupska
Rijeka
- 1. HNL: 2016./17.
- Hrvatski nogometni kup: 2016./17.
- Atlantski kup: 2017.

Sporting CP
- Taça da Liga: 2017./18., 2018./19.[24]
- Taça de Portugal: 2018./19.

Dinamo Zagreb
- 1. HNL/HNL: 2020./21., 2021./22., 2022./23., 2023./24.
- Hrvatski nogometni kup: 2020./21., 2023./24.
- Hrvatski nogometni superkup: 2022., 2023.

## Vanjske poveznice
- Profil, Croatian Football Statistics
- Profil, Macedonian Football
- Profil, Soccerway
- Profil, Transfermarkt